# Sabaudia (Włochy)
Sabaudia – miejscowość i gmina we Włoszech, w regionie Lacjum, w prowincji Latina. Miasto, w przeciwieństwie do licznych innych włoskich miejscowości, założone zostało stosunkowo niedawno, bo dokładnie 15 kwietnia 1934 r.
Według danych na rok 2004 gminę zamieszkiwało 16 265 osób, 113 os./km².

## Miasta partnerskie
- El Vendrell
- Saint-Médard-en-Jalles